# ボブ・ベル
ボブ・ベル（Robert "Bob" Bell, 1958年4月10日 - ）は、北アイルランド出身の自動車技術者、工学博士。主にモータースポーツ界で技術職を務め、ルノーF1チームやメルセデスF1チームのコンストラクターズ・タイトル獲得に貢献した。

## 経歴

### マクラーレン
ベルファストのクイーンズ大学で航空工学を学び、同課程の博士号を取得。1982年にエアロダイナミシストとしてマクラーレンに加入し、ジョン・バーナード、ニール・オートレイ、スティーブ・ニコルズらを擁した当時の同社F1チームでMP4シリーズの開発に携わった。
1989年、同社の研究開発部門に転属。1990年以降は、当時マクラーレンが計画していた世界最速記録のための車体開発計画（MAVerick開発計画）においてテクニカルディレクターの任にあたり、この時期、空力担当としてチームに在籍していたマイク・ガスコインと関わりを持つこととなった（1990年、ガスコインはティレルへ移籍）。

### ベネトン / ジョーダン
1996年に同計画が保留扱いとなると、翌1997年にはシニアエアロダイナミシストとしてベネトン・フォーミュラに移籍。しかし、この時は僅か2年でチームを去り、1999年にはジョーダンに加入して、当時、同チームのテクニカルディレクターであったガスコインの下で車体設計部門の主任として働くこととなった。

### ルノーF1

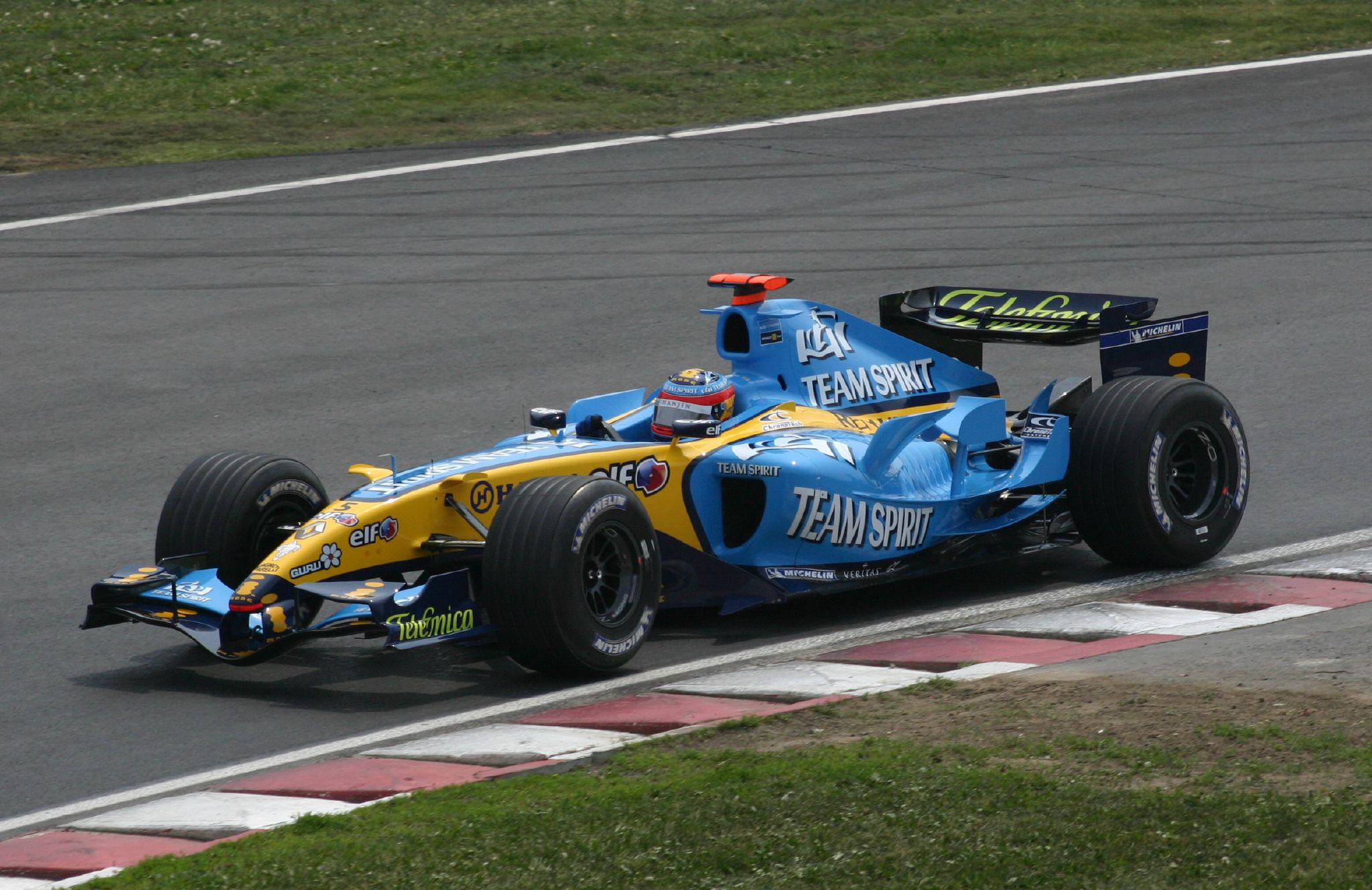
ベルが設計し、ルノーF1チームが初タイトルを獲得したR25

2001年にガスコインがテクニカルディレクターとしてベネトン（同年、ルノーが買収）に移籍すると、ベルもそれに同行する形で古巣に復帰。ガスコインを補佐する副テクニカルディレクターに就任した。また、2003年末にガスコインがトヨタへ移籍すると、今度はスライドする形でベルがテクニカルディレクターに昇進。ルノー連覇の立役者となった。
2009年9月23日、クラッシュゲートでチーム離脱を余儀なくされたフラビオ・ブリアトーレとパット・シモンズの後任として、チーム代表および最高技術責任者（CTO）に就任。
2010年1月5日、エリック・ブリエのチーム代表就任が正式に発表され、ベルは当初の予定通り、設計・生産部門を指揮するテクニカルディレクターに復職した。その後はマネージングディレクターとしてチームNo.2の職に就いたが、同年10月にルノーから離脱した。

### メルセデスF1

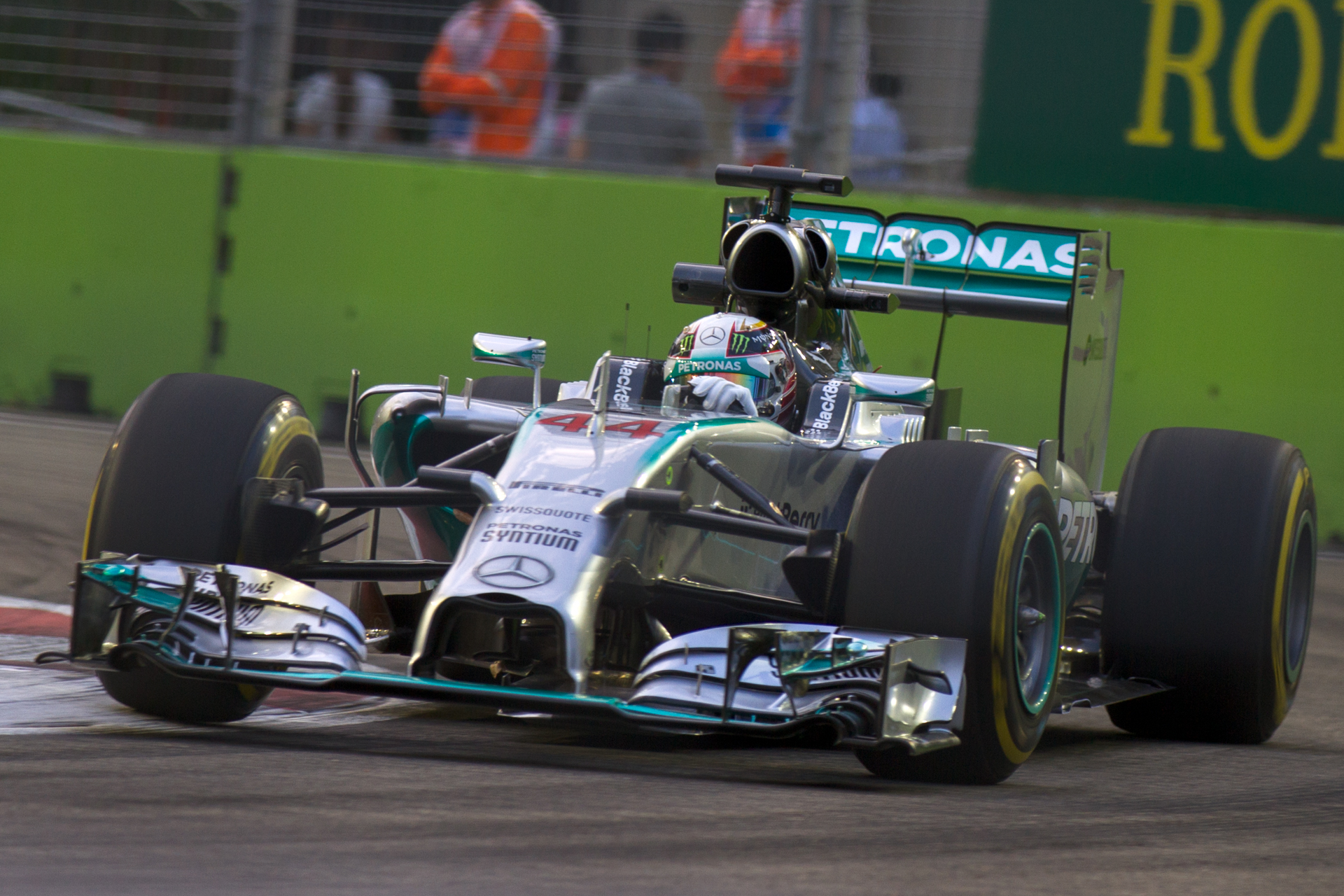
メルセデスF1チーム8連覇の始まりとなった、ベルが設計のW05 Hybrid

ガーデニング休暇を経て2011年4月より、メルセデスF1チームのテクニカルディレクターに就任。シャーシ開発を担当し、2014年シーズンに投入した車両W05 Hybridでコンストラクターズタイトルを獲得し結果を出したが、同シーズンをもって退社した。

### マノー・マルシャ / ルノーF1（アルピーヌ）
2015年、マノー・マルシャF1チームのテクニカルスタッフとして就任したが、財政難によるチームの改編により離脱。
2016年、古巣ルノーF1チームに最高技術責任者（CTO）待遇で復帰。しかし成績がなかなか振るわず、2018年シーズンをもって現場から勇退した。
以降はアドバイザー（技術顧問）的役割を担い、2019年にモータースポーツ支援団体「Grid4Good」を共同で立ち上げ。その後、ルノーF1から移管したアルピーヌF1チームでもテクニカルアドバイザーを継続した。

### アストンマーティンF1
2024年3月、アルピーヌF1からアストンマーティンF1チームに電撃移籍。エグゼクティブ・ディレクターとして現場復帰を果たした。